# Muldentalkreis
Muldentalkreis is een voormalig Landkreis in de Duitse deelstaat Saksen. Het had een oppervlakte van 894,51 km² en een inwoneraantal van 129.166 (31 december 2007).

## Geschiedenis
Bij de herindeling van Saksen in 2008 is het samen met het voormalige Landkreis Leipziger Land opgegaan in de nieuwe Landkreis Leipzig.

## Steden en gemeenten
De volgende steden en gemeenten lagen in de Muldentalkreis (stand 31-12-2007):
| Steden | Gemeenten |
| --- | --- |
| 1. Bad Lausick 2. Brandis (Saksen) 3. Colditz 4. Grimma 5. Mutzschen 6. Naunhof 7. Nerchau 8. Trebsen/Mulde 9. Wurzen | 1. Belgershain 2. Bennewitz 3. Borsdorf 4. Falkenhain 5. Großbothen 6. Hohburg 7. Machern 8. Otterwisch 9. Parthenstein 10. Thallwitz 11. Thümmlitzwalde 12. Zschadraß |

Daarnaast omvatte de Landkreis 3 zogenaamde Verwaltungsgemeinschaften. Deze kun je het beste vergelijken met Nederlandse kaderwetgebieden. De taken van de Duitse variant zijn echter anders dan de Nederlandse variant. De Verwaltungsgemeinschaften zijn:
- Bad Lausick (Bad Lausick, Otterwisch)
- Grimma (Grimma, Großbardau)
- Naunhof (Belgershain, Naunhof, Parthenstein)